# Säsong 5 av Simpsons
Den femte säsongen av Simpsons sändes ursprungligen på Fox mellan 30 september 1994 och 19 maj 1994. Show runner för femte säsongen var David Mirkin som var exekutiv producent för 20 av avsnitten. Al Jean och Mike Reiss var exekutiv producent för de två episoder som var kvar sen säsong fyra. Under säsongen visades avsnitt 100, Sweet Seymour Skinner's Baadasssss Song. Säsongen blev nominerad till två Primetime Emmy Awards och vann en Annie Award för Best Animated Television Program samt en Environmental Media Award och en Genesis Award. Säsongen släpptes på dvd, Region 1, den 21 december 2004, Region 2 den 21 mars 2005 och region 4, den 23 mars 2005.
För säsongens första avsnitt var exekutiva producent, David Mirkin, som var det under föregående säsong. Show runners Al Jean och Mike Reiss lämnade för att producera sin egen serie, The Critic, Al Jean återkom som show runner till trettonde säsongen.
David Silverman nominerades till "Best Individual Achievement for Creative Supervision in the Field of Animation" på Annie Award. Bart Gets an Elephant vann både en Environmental Media Award för "Best Television Episodic Comedy" och en Genesis Award för "Best Television Comedy Series".
Liksom tidigare säsongen sändes Simpsons klockan 20.00 på torsdagar i USA följt av The Sinbad Show. Det mest sedda avsnittet var Treehouse of Horror IV.

## Lista över avsnitt
| Nr i serien | Nr i säsongen | Titel                                                                          | Regissör        | Författare                                                                              | Sändningsdatum    | Produktkod |
| --- | ------------- | ------------------------------------------------------------------------------ | --------------- | --------------------------------------------------------------------------------------- | ----------------- | ---------- |
| 82 | 1             | "Homer's Barbershop Quartet"                                                   | Mark Kirkland   | Jeff Martin                                                                             | 30 september 1993 | 9F21       |
| Familjen besöker marknaden, "Springfield Swapmeet" där Marge säljer önskeben. På marknaden hittar Lisa en LP-skiva till salu med Homer på omslaget. Homer börjar berätta för barnen om hur han, Clancy Wiggum, Seymour Skinner och Barney Gumble startade bandet The Be Sharps under 1985. Gästskådespelare: David Crosby och George Harrison. |               |                                                                                |                 |                                                                                         |                   |            |
| 83 | 2             | "Cape Feare"                                                                   | Rich Moore      | Jon Vitti                                                                               | 7 oktober 1993    | 9F22       |
| Bart blir dödshotad av brev från en okändavsändare. Familjen försöker lista ut vem som skickat breven och kommer till slut fram till att det är Sideshow Bob som blivit villkorligt frisläppt från fängelset. Till slut får familjen hjälp av vittnesskyddsprogrammet United States Federal Witness Protection Program och flyttar till "Terror Lake" under efternamnet "Thompson". Gästskådespelare: Kelsey Grammer. |               |                                                                                |                 |                                                                                         |                   |            |
| 84 | 3             | "Homer Goes to College"                                                        | Jim Reardon     | Conan O'Brien                                                                           | 14 oktober 1993   | 1F02       |
| Under en inspektion av Springfields kärnkraftverk kommer man fram till att Homer saknar behörighet och han får börja studera på "Springfield University". Homer är mer sugen på att festa istället för att studera under utbildning och dekanus Bobby tvingar Homer att ta till studiehjälp av skolans "nördar". |               |                                                                                |                 |                                                                                         |                   |            |
| 85 | 4             | "Rosebud"                                                                      | Wes Archer      | John Swartzwelder                                                                       | 21 oktober 1993   | 1F01       |
| Mr Burns börjar drömma om sin barndom och inser att han saknar sitt gosedjur, Bobo och blir deprimerad. På Mr Burns födelsedag får Homer uppdraget att underhålla gästerna. Mr Burns blir inte gladare av Homers upptåg. Bart köper en påse med is på Kwik-E-Mart som visar sig innehålla Bobo som han ger till Maggie. Gästskådespelare: The Ramones. |               |                                                                                |                 |                                                                                         |                   |            |
| 86 | 5             | "Treehouse of Horror IV"                                                       | David Silverman | Bill Canterbury, Bill Oakley, Conan O'Brien, Dan McGrath, Greg Daniels & Josh Weinstein | 28 oktober 1993   | 1F04       |
| Bart berättar tre skrämmande historier baserade på tavlor. The Devil and Homer Simpson - Homer blir sugen på en donuts men upptäcker att de är slut i fikarummet. Homer bestämmer sig för att sälja sin själ till djävulen, Ned för en donut. Terror at 5½ Feet - Bart drömmer en mardröm där skolbussen blir attackerad av ett monster. På morgonen går drömmen i uppfyllelse men ingen i bussen ser monstret förut om Bart. Bart Simpson's Dracula - Familjen besöker Mr. Burns som bjudit över dem till middag i hans slott i Pennsylvania. Lisa är orolig över att Mr. Burns är en vampyr och tillsammans med Bart utforskar de slottet. Gästskådespelare: Phil Hart-On-The Stick Man (Phil Hartman). |               |                                                                                |                 |                                                                                         |                   |            |
| 87 | 6             | "Marge on the Lam"                                                             | Mark Kirkland   | Bill Canterbury                                                                         | 4 november 1993   | 1F03       |
| Homer och Marge planerar gå på balett men Homer fastnar i två varuautomater och kan inte gå. Marge går istället på baletten med Ruth äter tillsammans besöker de Sh Tickers. Nästa kväll går Ruth och Marge ut igen. Homer bestämmer sig för att gå också gå ut och anlitar Lionel Hutz som barnvakt. Gästskådespelare: George Fenneman, Pamela Reed och Phil Hartman. |               |                                                                                |                 |                                                                                         |                   |            |
| 88 | 7             | "Bart's Inner Child"                                                           | Bob Anderson    | George Meyer                                                                            | 11 november 1993  | 1F05       |
| Homer får en studsmatta gratis av Krusty men den skapar bara problem. Marge besöker sina systrar efter att hon insett att hon lever ett trist liv. De ger henne rådet att hon och Homer ska se en videokurs med Brad Goodman. En tid senare håller Brad en föreläsning i Springfield och ger invånarna rådet att man ska göra som Bart, man ska göra vad man känner för. Gästskådespelare: James Brown, Marcia Wallace och Phil Hartman. |               |                                                                                |                 |                                                                                         |                   |            |
| 89 | 8             | "Boy-Scoutz N the Hood"                                                        | Jeffrey Lynch   | Dan McGrath                                                                             | 18 november 1993  | 1F06       |
| Bart och Milhouse hittar 20 dollar på gatan och köper en Squishee, som enbart innehåller sirap. Nästa morgon vaknar Bart med huvudvärk och får reda på att han gått med i scoutklubben, "The Junior Campers". Bart ser från början bara scoutklubben men ändrar sig snabbt tills de ska förbereda en kajaktur med sina pappor. Gästskådespelare: Ernest Borgnine och Marcia Wallace. |               |                                                                                |                 |                                                                                         |                   |            |
| 90 | 9             | "The Last Temptation of Homer"                                                 | Carlos Baeza    | Frank Mula                                                                              | 9 december 1993   | 1F07       |
| Bart målar om skolans parkeringsplats och som straff låter Edna honom att svara först på alla frågor, efter att han inte kunnat läsa texten på svarta tavlan får Bart reda på att han tillfälligt drabbats av latöga. Homer får en ny arbetskamrat, Mindy Simmons som han blir förälskad i. Homer försöker undvika Mindy, men det blir inte bättre då de båda ska till Capitol City på konferens. Gästskådespelare: Marcia Wallace, Michelle Pfeiffer, Phil Hartman och Werner Klemperer. |               |                                                                                |                 |                                                                                         |                   |            |
| 91 | 10            | "$pringfield (Or, How I Learned to Stop Worrying and Love Legalized Gambling)" | Wes Archer      | Bill Oakley & Josh Weinstein                                                            | 16 december 1993  | 1F08       |
| Springfield drabbas av lågkonjunktur och staden blir bankrutt och får hög arbetslöshet. För att förbättra ekonomin tillåts kasino. Mr. Burns och Bart öppnar varsitt kasino. Homer börjar jobba på Mr. Burns Casino och Marge blir beroende över enarmade banditer och glömmer bort att göra Lisas maskeraddräkt. Gästskådespelare: Gerry Conney, Phil Hartman och Robert Goulet. |               |                                                                                |                 |                                                                                         |                   |            |
| 92 | 11            | "Homer the Vigilante"                                                          | Jim Reardon     | John Swartzwelder                                                                       | 6 januari 1994    | 1F09       |
| Springfields invånare drabbas av inbrottstjuven "The Springfield Cat Burglar". Då polisen inte klarar av att gripa tjuven tar Homer hjälp av sina vänner lagen i egna händer. Gästskådespelare: Sam Neil. |               |                                                                                |                 |                                                                                         |                   |            |
| 93 | 12            | "Bart Gets Famous"                                                             | Susie Dietter   | John Swartzwelder                                                                       | 3 februari 1994   | 1F11       |
| Bart åker på skolutflykt till "Box Factory" men rymmer till tv-studion strax intill. Bart blir Krustys nya assistent och blir berömd då han medverkar som statist i en scen med en replik. Gästskådespelare: Conan O'Brien och Marcia Wallace. |               |                                                                                |                 |                                                                                         |                   |            |
| 94 | 13            | "Homer and Apu"                                                                | Mark Kirkland   | Greg Daniels                                                                            | 10 februari 1994  | 1F10       |
| Efter att ha ätit skämd mat från Kwik-E-Mart och hamnat på sjukhus smygfilmas Apu av Homer. Apu får sparken och flyttar till familjen Simpsons som en försoning mellan honom och Homer. James Woods börjar ersätta Apu på Kwik-E-Mart. Gästskådespelare: James Woods. |               |                                                                                |                 |                                                                                         |                   |            |
| 95 | 14            | "Lisa vs. Malibu Stacy"                                                        | Jeffrey Lynch   | Bill Oakley & Josh Weinstein                                                            | 17 februari 1994  | 1F12       |
| Abraham ger ut en del av sitt arv i förskott och ger familjen en summa pengar. För pengarna köper Lisa den nya Malibu Stacy-dockan men blir besviken då hon anser att den ger en felaktig bild av verkligheten. Då hon misslyckas få Malibu Stacy-tillverkarna att förändra dockan söker hon upp skaparen "Stacy Lovell" och tillsammans skapar de dockan "Lisa Lejonhjärta". Gästskådespelare: Kathleen Turner. |               |                                                                                |                 |                                                                                         |                   |            |
| 96 | 15            | "Deep Space Homer"                                                             | Carlos Baeza    | David Mirkin                                                                            | 24 februari 1994  | 1F13       |
| Homer blir arg på Mr. Burns som utser en kolstav till veckans arbetare. Då tittarsiffrorna för NASA sjunker bestämmer de sig för att skicka upp en vanlig amerikan i rymden och Barney och Homer blir kandidaterna. Gästskådespelare: Buzz Aldrin och James Taylor. |               |                                                                                |                 |                                                                                         |                   |            |
| 97 | 16            | "Homer Loves Flanders"                                                         | Wes Archer      | David Richardson                                                                        | 17 mars 1994      | 1F14       |
| Homer köar i veckor för att få biljetter till en amerikansk fotbollsmatch mellan Springfield Atoms och Shelbyville Sharks men får ändå inte tag i biljetter. Ned vinner biljetter via en tävling på KBBL och erbjuder Homer den andra biljetten. Homer accepterar till slut budet och blir efter matchen bästa vän med Ned. |               |                                                                                |                 |                                                                                         |                   |            |
| 98 | 17            | "Bart Gets an Elephant"                                                        | Jim Reardon     | John Swartzwelder                                                                       | 31 mars 1994      | 1F15       |
| Familjen städar under tiden som Bart vinner en elefant från KBBL då han svarar i telefonen. Elefanten, Stampy ger familjen högre utgifter och trots flera försök till inkomster tvingas Homer sälja Stampy till en elfenbenshandlare. |               |                                                                                |                 |                                                                                         |                   |            |
| 99 | 18            | "Burns' Heir"                                                                  | Mark Kirkland   | Jace Richdale                                                                           | 14 april 1994     | 1F16       |
| Mr. Burns råkar ut för en skendöd och bestämmer sig för att hitta en pojke som ska få ärva hans förmögenhet. Efter en audition väljer han Bart. Mr. Burns ger Bart allt han önskar sig och han flyttar hemifrån till familjens förtvivlan. Gästskådespelare: Phil Hartman. |               |                                                                                |                 |                                                                                         |                   |            |
| 100 | 19            | "Sweet Seymour Skinner's Baadasssss Song"                                      | Bob Anderson    | Bill Oakley & Josh Weinstein                                                            | 28 april 1994     | 1F18       |
| Bart tar mig sig Santa's Little Helper till Springfield Elementary. Santa's Little Helper springer runt i skolans ventilationstrumma och skolinspektör Chalmers ger rektor Skinner sparken och Ned blir skolans nya rektor. På fritiden börjar Bart umgås med rektor Skinner tills han återvänder till armén. Gästskådespelare: Marcia Wallace. |               |                                                                                |                 |                                                                                         |                   |            |
| 101 | 20            | "The Boy Who Knew Too Much"                                                    | Jeffrey Lynch   | John Swartzwelder                                                                       | 5 maj 1994        | 1F19       |
| Bart skolkar från skolan och blir enda vittne till ett bråk mellan Freddy Quimby och kyparen, men han vågar inte trädda fram eftersom han skolkade, främst eftersom rektor Skinner och Homer sitter i juryn. Gästskådespelare: Marcia Wallace och Phil Hartman. |               |                                                                                |                 |                                                                                         |                   |            |
| 102 | 21            | "Lady Bouvier's Lover"                                                         | Wes Archer      | Bill Oakley & Josh Weinstein                                                            | 12 maj 1994       | 1F21       |
| Efter Maggies födelsedag börjar Abraham och Jacqueline umgås och de blir förälskade. De går och dansar och där blir Jacqueline kär i Mr Burns och de förlovar sig. Bart köper en värdelös serieruta från Itchy & Scratchy genom Homers kreditkort. Gästskådespelare: Phil Hartman. |               |                                                                                |                 |                                                                                         |                   |            |
| 103 | 22            | "Secrets of a Successful Marriage"                                             | Carlos Baeza    | Greg Daniels                                                                            | 19 maj 1994       | 1F20       |
| Homer blir anklagad för att vara trög och bestämmer sig för att gå en kurs på men börjar istället att undervisa i en kurs om äktenskap. För eleverna börjar Homer berätta intima detaljer om hans äktenskap vilket inte uppskattas av Marge som till slut kastar ut honom ur huset. Gästskådespelare: Marcia Wallace och Phil Hartman. |               |                                                                                |                 |                                                                                         |                   |            |

## Hemvideoutgivningar
Den femte säsongen släpptes av 20th Century Fox i USA den 21 december 2004, därefter har den även släppts i andra länder och innehåller samtliga avsnitt och extra material för alla avsnitt som kommentarer och borttagna scener. DVD:n var den första som fick åldersgräns på 12 år av British Board of Film Classification, därefter har samtliga säsonger fått den åldersgränsen.
| The Complete Fifth Season(Region 1) | | | |
| Detaljer | Detaljer | Detaljer | Extramaterial |
| - 22 avsnitt - 4-disk - 4:3 - Språk: - Engelska (Dolby Digital 5.1, med undertext) - Spanska (Dolby Digital 2.0 Stereo, med undertext) - Franska (Dolby Digital 2.0 Stereo) - Språkval för Sweet Seymour Skinner's Baadasssss Song (tjeckiska, italienska, polska och ungerska) | - 22 avsnitt - 4-disk - 4:3 - Språk: - Engelska (Dolby Digital 5.1, med undertext) - Spanska (Dolby Digital 2.0 Stereo, med undertext) - Franska (Dolby Digital 2.0 Stereo) - Språkval för Sweet Seymour Skinner's Baadasssss Song (tjeckiska, italienska, polska och ungerska) | - 22 avsnitt - 4-disk - 4:3 - Språk: - Engelska (Dolby Digital 5.1, med undertext) - Spanska (Dolby Digital 2.0 Stereo, med undertext) - Franska (Dolby Digital 2.0 Stereo) - Språkval för Sweet Seymour Skinner's Baadasssss Song (tjeckiska, italienska, polska och ungerska) | - Kommentar som tillval för samtliga episoder - Introduktion av Matt Groening - Animations skisser - Tillbaka blick med James L. Brooks - Borttagna scener med kommentarer som tillval för 14 avsnitt. - Reklamfilmer - Skisskommentarer - Ljudscener - Originalskisser |
| Releasedatum | | | - Kommentar som tillval för samtliga episoder - Introduktion av Matt Groening - Animations skisser - Tillbaka blick med James L. Brooks - Borttagna scener med kommentarer som tillval för 14 avsnitt. - Reklamfilmer - Skisskommentarer - Ljudscener - Originalskisser |
| Region 1 | Region 2 | Region 4 | - Kommentar som tillval för samtliga episoder - Introduktion av Matt Groening - Animations skisser - Tillbaka blick med James L. Brooks - Borttagna scener med kommentarer som tillval för 14 avsnitt. - Reklamfilmer - Skisskommentarer - Ljudscener - Originalskisser |
| 21 december 2004 | 21 mars 2005 | 23 mars 2005 | - Kommentar som tillval för samtliga episoder - Introduktion av Matt Groening - Animations skisser - Tillbaka blick med James L. Brooks - Borttagna scener med kommentarer som tillval för 14 avsnitt. - Reklamfilmer - Skisskommentarer - Ljudscener - Originalskisser |